# Haflong
Haflong (Assamesisch: হাফলং Hāphlaṃ [ˈhaflɔŋ], auch Haflang) ist eine Stadt im indischen Bundesstaat Assam. Sie ist Verwaltungssitz und größte Stadt des Distrikts Dima Hasao (ehemals North Cachar Hills). Die Einwohnerzahl betrug knapp 44.000 beim Zensus 2011.
Haflong liegt auf einer Höhe von knapp 700 Metern über dem Meeresspiegel inmitten der Barail-Berge. Die nächstgrößeren Städte sind Silchar 110 Kilometer südlich und Shillong 240 Kilometer westlich. Nach Guwahati, die größte Stadt Assams, sind es 368 Kilometer. Haflong liegt auf einem Bergrücken oberhalb des Tals des Diyung-Flusses. Dieser ist ein Zufluss des Kopili, welcher wiederum in den Brahmaputra fließt. Der National Highway 54, die einzige Straßenverbindung durch die Barail-Berge, führt an Haflong vorbei. Über eine Meterspurstrecke von Silchar nach Lumding ist Haflong an das Bahnnetz angeschlossen.